# Orgelkoralle
Die Orgelkoralle (Tubipora musica) kommt im Roten Meer und im tropischen Indopazifik meist im extrem hellen Milieu auf den Riffdächern vor. Sie ist die einzige Art ihrer Gattung, gehört zu den Octocorallia und ist eine von nur drei riffbildenden Korallen aus dieser Unterklasse. Die beiden anderen sind die Blaue Koralle (Heliopora coerulea) und Sinularia leptoclados. Die Orgelkoralle lebt in einer Endosymbiose mit einzelligen, symbiotischen Algen (Zooxanthellen), die die Koralle mit Nährstoffen versorgen.

## Merkmale
Die Orgelkoralle bildet massive, polsterförmige Kolonien, die einen Durchmesser von zehn Zentimetern bis einen Meter erreichen können und aus bis zwei Millimeter im Durchmesser messenden, parallelen, senkrechten Kalkröhren bestehen, die etagenförmig durch waagerechte Platten miteinander verbunden sind. Das Skelett erinnert an Orgelpfeifen. Es ist durch eingelagerte Farbstoffe leuchtend rot gefärbt. Je nach Standort der Kolonie und abhängig von der Stärke der Wasserbewegung variieren Röhrenabstand und Durchmesser. In der Brandung des Riffrandes wachsen die Röhren am dichtesten. Die verschiedenen Wuchsformen wurden früher als unterschiedliche Arten beschrieben, werden heute aber alle in der Art Tubipora musica vereint.
In jeder Röhre steckt ein Polyp, der wie alle achtstrahligen Blumentiere acht Tentakel hat. Die Tentakel sind gefiedert, die Fiedern aber kaum zu erkennen, da sie miteinander verwachsen sind. Die Polypen sind meist grau, hellbraun oder grünlich gefärbt. Oft sind die Mundscheibe grün und die Tentakel grau. Bei geöffneten Polypen ist das Skelett nicht zu sehen.

## Nutzung
Da die Koralle gesammelt wird, um die getrockneten Skelette als Souvenirs an Touristen zu verkaufen oder sie in der Schmuckindustrie zu verarbeiten, ist sie selten geworden. In einem Meerwasseraquarium ist die Orgelkoralle kaum haltbar.

## Literatur

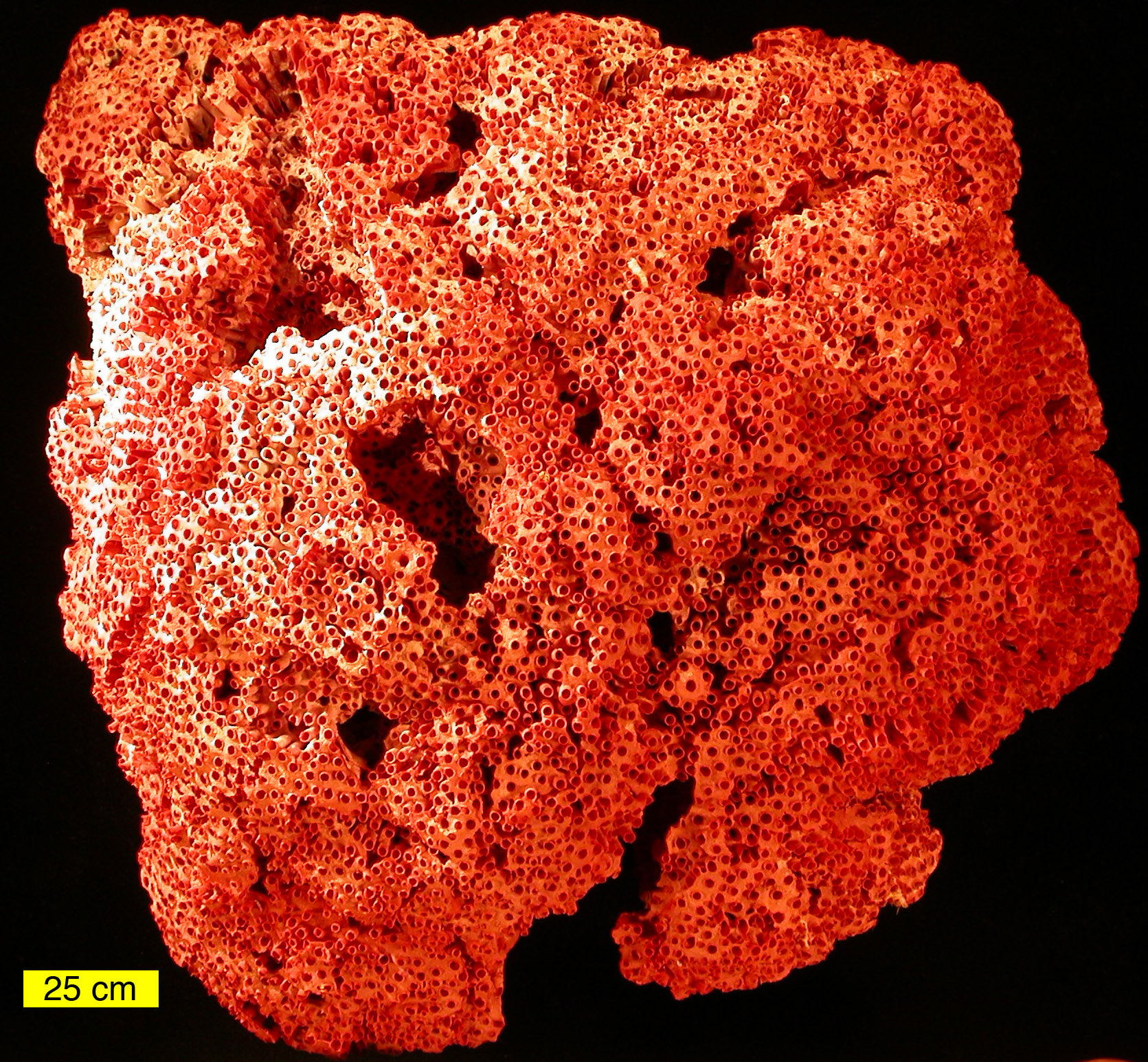
Skelett von Tubipora musica